# Psyché regardant l'amour
 (décembre 2020).
Psyché regardant l'amour est une statue de marbre blanc réalisée par Auguste Rodin, s'inspirant du mythe de Cupidon et Psyché. 
Conçue pour la première fois vers 1885, elle est connue sous plusieurs variantes - par exemple, un exemplaire autographe de 1906 se trouve aujourd'hui au musée Soumaya de Mexico.